# 山谷和隆
山谷 和隆（やまや かずたか、1965年7月19日 - ）は、日本のテレビプロデューサー・演出家。株式会社SACKA代表取締役。

## 来歴
東京都出身。東京都立上野高等学校を経て、1988年に成城大学を卒業した。
大学3年生の際に、IVSテレビ制作の求人を見つけ、面接に行った際、当時IVSの社員であったテリー伊藤に勧められ、天才・たけしの元気が出るテレビ!!のADとしてアルバイトを始めたことが、テレビ業界に進んだきっかけであるとインタビューで語っている。AD業務の多忙により、アルバイトを辞める相談をした際に、テリー伊藤から入社試験を受けるよう勧められた結果、卒業後にIVSテレビ制作に入社した。
その後、フリーディレクターとして独立した後、2001年に映像制作会社であるジーヤマの設立に携わった。2017年に放送作家集団「SACKA」を設立した。

## 主な担当番組
- ねるとん紅鯨団（関西テレビ、1987年10月3日 - 1994年12月24日）[3]
- ビートたけしの全日本お笑い研究所（日本テレビ、1988年4月13日 - 6月15日）[3]
- 天才・たけしの元気が出るテレビ!!（日本テレビ、1985年4月14日 - 1995年9月）
- それいけ×ココロジー（読売テレビ、1991年4月20日 - 1992年3月21日）
- オールスター100人ビンゴクイズ（テレビ朝日、1991年12月30日 - 1992年3月23日）
- おしゃれカンケイ（日本テレビ、1994年7月3日 - 2005年3月27日）[3]
- 鉄腕!DASH!!（日本テレビ、1995年11月2日 - 1998年3月30日）
- メレンゲの気持ち（日本テレビ、1996年4月7日 - 2021年3月23日）[3]
- 所さんのこれアリなんじゃないの!?（テレビ朝日、1997年3月 - 1998年9月）
- マネーの虎（日本テレビ、2001年10月 - 2004年3月）[3]
- 巨人中毒（日本テレビ、2002年4月7日 - 9月29日）
- 不幸の法則（日本テレビ、2004年10月6日 - 2005年3月30日）
- 恋愛部活（日本テレビ、2006年4月4日 - 2007年3月27日）

- 松本人志・中居正広VS日本テレビ（日本テレビ、2002年9月26日、2003年4月12日）[3]
- ビンゴクイズ25（日本テレビ、2005年3月25日）
- 思い込みは一生の恥!クイズ本当にそれでいいんですね?（読売テレビ、2008年、2010年）
- フードバトルクラブ（TBS、2001年 - 2002年）
- もはや神ダネ（フジテレビ、2013年4月17日 - 9月18日）
- さんまの世界に一つだけの歌（朝日放送テレビ、2008年 - 2010年）
- 火曜サプライズ（日本テレビ、2009年4月7日 - 2021年3月23日）[1]
- 一度試してみたかった 前代未聞の大実験TV 殿の決断ショー（TBS、2010年）
- 芸能界！日本語王トーナメント ボキャブ☆ラリー（朝日放送テレビ、2012年9月2日）
- 日本のお掃除軍団が行く! 世界ゴミ屋敷バスターズ（フジテレビ、2017年5月19日、2018年4月20日）
- 人と音楽（フジテレビ、2019年 - ）
- ひふみんのニャンぶらり（NHK BSプレミアム、2019年）